# Wolfgang Döblin
Wolfgang Döblin (francès: Vincent Doblin)  (Berlín, 17 de març de 1915 - Housseras, 21 de juny de 1940) va ser un matemàtic francès d'origen alemany.

## Vida i Obra
Era el segon dels quatre fills d'Alfred Döblin, metge psiquiatra i conegut escriptor, autor de Berlin Alexanderplatz. Döblin va néixer a Berlín, però va passar els seus primers anys a Saargemünd, on el seu pare era metge militar durant la Primera Guerra Mundial. Acabada la guerra, el 1919 la família va retornar a Berlín on Döblin va passar la seva infantesa i joventut. El 1933, la família va marxar d'Alemanya, ja que la seva condició de jueus i la significació política radical del pare, feien que la seva vida fos insegura sota el govern nazi. Després d'una breu estança a Zúric, la família es va afincar a París el juliol de 1933. Aquest mateix any comença els seus estudis de matemàtiques a la universitat de París, on s'inclina per la teoria de la probabilitat sota la influència de Maurice Fréchet.
El 1936 tota la família es va naturalitzar francesa i ell va adoptar el nom de Vincent Doblin, tot i que va continuar signant els seus articles com "W. Doeblin" o "W. Döblin". Després de la seva graduació, va iniciar els seus treballs de recerca a l'Institut Henri Poincaré sota la direcció de Fréchet i treballant sobre les cadenes de Markov. A l'Institut va fer amistat amb la física francesa Marie-Antoinette Tonnelat. El novembre de 1938, després d'haver defensat la seva tesi doctoral, va començar el seu servei militar, essent destinat a la localitat de Givet (Ardenes) com operador de radio del 91é Regiment d'Infanteria.
Només començar la Segona Guerra Mundial, va ser destinat al 291é Regiment d'Infanteria, estacionat a Sécheval defensant la regió de les Ardenes. Aquí és on va començar a escriure el seu article sobre l'equació de Kolmogorov que va enviar en sobre tancat (pli cacheté) a l'Acadèmia Francesa de les Ciències i que no va ser obert fins al 18 de maig del 2000.
En començar la batalla de França va demostrar la seva valentia en diverses accions per les quals li van concedir la Croix de Guerre. No obstant, l'ofensiva alemanya entre el 14 i el 20 de juny de 1940 arrasa el seu regiment. El dia 21 de juny de 1940, sol i abandonat a la vila d'Housseras, decideix acabar amb la seva vida d'un tret al cap, abans de ser capturat per l'enemic nazi.
Tot i la seva curta vida (vint-i-cinc anys), Döblin va publicar en vida tretze articles científics i tretze memòries a l'Acadèmia de Ciències a més del ja citat article en sobre tancat. D'altra banda, el 1999 van aparèixer, als arxius del campus de Jussieu, una vintena de treballs seus enviats per correu al seu professor Maurice Fréchet o a la seva amiga Marie-Antoinette Tonnelat.
Els seus primers treballs versaven sobre cadenes de Markov. En els treballs posteriors s'interessa en l'estudi dels sistemes que contenen una infinitat d'estats possibles, tan numerables com no numerables. Excepcionalment, un dels seus articles publicats versa sobre la teoria mètrica de les fraccions contínues i és considerat com el treball més notable sobre el tema d'aquesta època.

## Videografia
- L'última equació del soldat Doeblin (orig.Der versiegelte Brief des Soldaten Döblin). Dir: Ellinghaus, Jürgen; Ferry, Hubert. Gui:  Ellinghaus, Jürgen; Ferry, Hubert. Prod:  AMIP Paris; Rundfunk Berlin-Brandenburg (RBB). Doc & Film International- 2006. 86 minuts. (en alemany). [Consulta: 14 setembre 2022]
- Wolfgang Doeblin un matemàtic redescobert (orig.Wolfgang Doeblin a mathematician rediscovered). Dir: Handwerk, Agnès; Willems, Harrie. Prod:  Springer VideoMATH- 2007. 80 minuts. (en anglès). [Consulta: 14 setembre 2022]